# 클랑 (가수)
클랑(1990년 11월 5일 ~ )은 대한민국의 가수다. 2017년 싱글 앨범 [The wanted]로 데뷔했다.

## 방송
- 보이스 코리아 2020 (2020) - Top4(2위)
- 우리가 사랑한 그 노래 새가수 (2021) - Top7(4위)
- 싱어게인3 (2023) - Top77

## 공연
- MU:CON 2019 (2019)